# Efter plugget
"Efter plugget" är en sång skriven av Lars Olof Larsson, Ted Larsson (nytt namn: Ted Leinsköld), Ken Siewertson och Mats Carinder och ursprungligen inspelad av Factory. Den släpptes på singel 1978, med Vi sticker, här blir inga barn gjorda som B-sida, samt på gruppens album Factory 1979. Den handlar om att sluta sitt sista läsår i skolan, och den oro för vad man skall göra sen som kan uppstå då. Singeln nådde som högst andra plats på den svenska singellistan. Melodin testades på Svensktoppen där den låg i då maximala tio veckor under perioden 8 april–10 juni 1979 med femteplats som högsta placering.
1979 tolkade dansbandet Säwes låten på albumet RFSU. Per Gessle skrev samma år en musikalisk replik, "After School", vilken släpptes under pseudonymen Peter Pop & The Helicopters.
En coverversion av Caramell låg 1999 på albumet Gott och blandat samt släpptes den 18 juni 1999 på singel med en lång version av låten som B-sida. Singeln nådde som högst 18:e plats på den svenska singellistan. Denna version gjorde den 14 augusti 1999 även ett försök att ta sig in på Svensktoppen, som dock misslyckades. Samma år släppte även Factory en remixsingel med två låtar, Efter Plugget Remix 1999.
En inspelning av Lollipops låg 2001 på albumet Vårat sommarlov.
Anders Eliasson gjorde en coverversion av Efter plugget till albumet ”Hur Blev Det Så Här?” 2007.  
Singeln är en av titlarna i boken Tusen svenska klassiker (2009).

## Låtlista

### Factory (1978)
1. "Efter plugget" – 4:04
2. "Vi sticker - här blir inga barn gjorda" – 3:14

### Factory (1989)
1. "Efter plugget '89" (lång version) – 7:34
2. "Efter plugget '89" (singelversionen) – 4:06
3. "Efter plugget '79" (singelversionen) – 4:05
4. "Efter plugget '89" (instrumentellversion) – 4:22

### Factory (1999)
1. "Efter plugget" (Same Old Song-version) – 4:04
2. "Efter plugget" (Ljusnande framtids-version) – 4:06
3. "Efter plugget remix 1999" (Beatbox Radio Edit) – 3:55
4. "Efter plugget remix 1999" (Beatbox lång version) – 4:42

### Caramell (1999)
1. "Efter plugget" (radioversionen) – 3:09
2. "Efter plugget" (lång version) – 5:27

## Listplaceringar

### Factory
| Lista (1979) | Topplacering |
| ------------ | ------------ |
| Sverige      | 2            |

### Caramell
| Lista (1999) | Topplacering |
| ------------ | ------------ |
| Sverige      | 18           |

## Mottagande
När Factory släppte sin version 1978 anklagade Dagens Nyheters recensent Håkan Lahger gruppen för att med sin "iskallt perfekta musik" inte reagera på samtidens problem där "arbetare strejkar, industrier läggs ner, människorna slås ut, hus ockuperas".

### Fotnoter
1. ↑  Information i Svensk mediedatabas.
2. ↑  Information i Svensk mediedatabas.
3. ↑  Svensktoppen - 1979
4. ↑  Information i Svensk mediedatabas.
5. 1 2 3  Gradvall et al 2009, s. 503.
6. ↑  Information i Svensk mediedatabas.
7. ↑  Svensktoppen - 14 augusti 1999
8. ↑  Svensktoppen - 21 augusti 1999
9. ↑  ”Efter Plugget Remix 1999”. Discogs.com. http://www.discogs.com/Factory-Efter-Plugget-Remix-1999/release/974650. Läst 16 december 2012.
10. ↑  Information i Svensk mediedatabas.
11. ↑  ”Information om albumet på discogs”. Subspace commmunications. 25 februari 2007. https://www.discogs.com/release/1018326-Eliasson-Hur-Blev-Det-S%C3%A5-H%C3%A4r. Läst 5 juli 2024.
12. ↑  Placering på den svenska singellistan
13. ↑  Placering på den svenska singellistan